# Gran pensionario

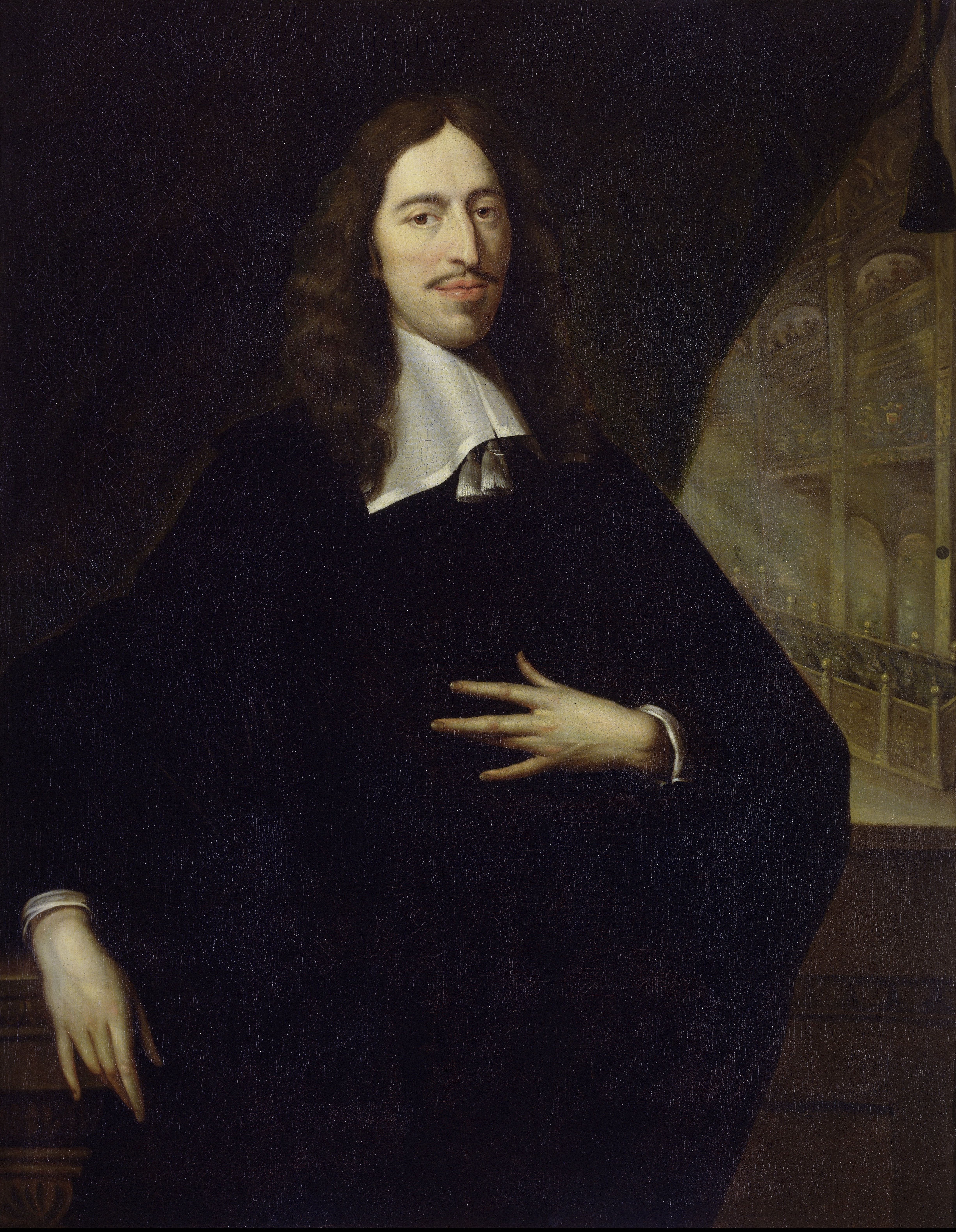
Johan de Witt, gran pensionario d'Olanda, in un dipinto di Jan Asselyn

Il gran pensionario (in olandese: Raad(s)pensionaris) fu il più importante funzionario olandese al tempo della Repubblica delle Sette Province Unite. Formalmente l'ufficio in sé comprendeva solo funzioni civili nell'ambito dell'amministrazione della principale delle Sette Province Unite, ovvero l'Olanda. In pratica, però, il gran pensionario d'Olanda era di fatto il delegato alla politica estera e la figura politica dominante dell'intera repubblica nel primo e nel secondo periodo di vacanza dello statolderato.
La parola olandese Raad(s)pensionaris può essere letteralmente tradotta come "pensionario del Consiglio". Infatti, anche altre province potevano eleggere tale funzionario (ad esempio la Zelanda), ma soltanto quello d'Olanda era ritenuto di importanza rilevante dalle potenze straniere, cosicché egli assunse il titolo di "gran pensionario".
La carica di "gran pensionario" era in parte simile a quella che più tardi sarebbe divenuta nei vari Stati europei la carica di "capo del governo".